# Pyramidula rupestris
Pyramidula rupestris is een slakkensoort uit de familie van de Pyramidulidae. De wetenschappelijke naam van de soort is voor het eerst geldig gepubliceerd in 1801 door Draparnaud.